# David McClelland
Pour les articles homonymes, voir McClelland.
David McClelland (20 mai 1917 – mars 1998) est un psychologue américain.

## Biographie
Il est professeur à l'université Harvard entre la fin des années 1960 et le début de 1970.
Il est fondateur du cabinet de conseil en management Hay-McBer devenu aujourd'hui Hay Group
Son article Testing for Competence Rather than for Intelligence, paru en 1973 dans American Psychologist, est une contribution majeure. Il y démontrait qu'il existe d'autres façons de mesurer l’intelligence que des tests, tel celui du quotient intellectuel.
Il est notamment connu pour être à l'origine de la théorie des besoins (en) qui agissent à la base de la motivation humaine.